# Ecuatoria (región)
Ecuatoria es una región meridional de Sudán del Sur, a lo largo de la parte superior del Nilo Blanco. Originalmente una provincia del condominio anglo-egipcio, también contenía la mayor parte del norte de la actual Uganda, incluidos el lago Alberto y el Nilo occidental. Fue un esfuerzo idealista para crear un estado modelo en el interior de África que nunca estuvo formado por más de un puñado de aventureros y soldados en puestos avanzados aislados.
Ecuatoria fue establecida por Samuel Baker en 1870. Charles George Gordon asumió el cargo de gobernador en 1874, seguido de Emin Pasha en 1878. La revuelta mahdista puso fin a Ecuatoria como puesto de avanzada egipcio en 1889. Los gobernadores británicos posteriores incluyeron a Martin Willoughby Parr. Los asentamientos importantes en Ecuatoria incluyeron el Reino azande, Lado, Gondokoro, Dufile y Wadelai. Las dos últimas partes de Ecuatoria, el lago Alberto y el Nilo occidental, están ahora ubicadas en Uganda.
Bajo el Sudán anglo-egipcio, la mayor parte de Ecuatoria se convirtió en una de las ocho provincias originales. La región de Bar el Gazal se separó de Ecuatoria en 1948. En 1976, Ecuatoria se dividió aún más en las provincias de Ecuatoria Oriental y Occidental. La región se ha visto afectada por la violencia durante la Primera y la segunda guerra civil sudanesa, así como por las insurgencias anti-ugandesas con base en Sudán, como el Ejército de Resistencia del Señor y el Frente de la Ribera del Nilo Occidental.

## Geografía

### Divisiones administrativas
Ecuatoria consta de los siguientes estados sudsudaneses:
- Ecuatoria Central
- Ecuatoria Oriental
- Ecuatoria Occidental

Entre octubre de 2015 y febrero de 2020, Ecuatoria estuvo compuesta por los siguientes estados:
- Estado de Amadi
- Estado de Gbudwe
- Estado de Maridi
- Estado de Tambura
- Estado de Mundri Occidental
- Estado de Mundri Oriental
- Estado de Imatong
- Estado de Torit
- Estado de Kapoeta
- Estado de Jubek
- Estado de Terekeka
- Estado de Río Yei

## Demografía
Los habitantes de Ecuatoria son tradicionalmente campesinos o nómadas pertenecientes a numerosos grupos étnicos. Viven en los condados de Budi, Ezo, Juba, Kajo-keji, Kapoeta, Magwi, Maridi, Lainya, Mundri, Terekeka, Tombura, Torit, Yambio y Yei. Las siguientes tribus ocupan los tres estados de la Gran Ecuatoria: Acholi, Avukaya, Baka, Balanda, Bari, Didinga, Kakwa, Keliko, Kuku, Lango, Lokoya, Narim, Lopit, Lugbwara, Lulubo, Madi, Makaraka o Adio, Moru, Mundari, Mundu, Nyangbwara, Otuho, Pari, Pojulu, Tenet, Toposa y Azande Avukaya Mundu. Algunas de estas tribus como Bari, Pojulu, Kuku, Kakwa, Mundari y Nyangbwara comparten un idioma común, pero sus acentos y algunos adjetivos y sustantivos varían; lo mismo se aplica a Keliko, Moru y Madi.

## Lenguas
Además del árabe o (arabi juba) y el inglés, los siguientes idiomas se hablan en Ecuatoria según Ethnologue.
|  | - Lenguas nilóticas - Orientales - Idioma acholi - Idioma lango - Idioma lokoya - Idioma lopit - Idioma otuho - Idioma toposa - Lenguas súrmicas - Idioma didinga - Idioma kacipo-balesi - Idioma narim - Idioma tennet - Idioma päri - Occidentales - Idioma bari - Idioma balanda bongo - Idioma mundari - Idioma dongotono - Idioma jur - Idioma kakwa | - Lenguas moru-madi - Idioma ma’di - Idioma beli - Idioma keliko - Idioma moru - Idioma lugbara - Idioma olu’bo - Lenguas bongo-bagirmi - Idioma jur modo - Idioma mo’da - Idioma morokodo - Idioma nyamusa-molo - Lenguas adamawa-ubangi - Idioma makaraka o adio - Idioma zande - Idioma avukaya - Idioma baka - Idioma boguru - Idioma ndogo |

## Cultura y música
Debido a los muchos años de guerra civil, la cultura ecuatoriana está fuertemente influenciada por los países vecinos de Ecuatoria y que albergan a los ecuatorianos. Muchos ecuatorianos huyeron a Etiopía, Kenia, Uganda, República Democrática del Congo, República Centroafricana, Sudán, Estados Unidos, Canadá, Reino Unido, Australia y Europa, donde interactuaron con los nacionales y aprendieron sus idiomas y cultura. Para la mayoría de los que permanecieron en el país o se fueron al norte a Sudán y Egipto, asimilaron enormemente la cultura árabe.
La mayoría de los ecuatorianos mantuvieron el núcleo de su cultura incluso durante el exilio y la diáspora. Tradicionalmente, la cultura se defiende en gran medida y se presta gran atención a conocer el origen y el dialecto. Aunque los idiomas comunes que se hablan en Ecuatoria son el juba árabe/arabi juba y el inglés, el lingala y el kiswahili se están introduciendo a la población para mejorar las relaciones del país con sus vecinos de África Oriental. Muchos artistas musicales de Ecuatoria usan inglés, lingala, kiswahili, arabi juba (árabe criollo), su idioma o dialecto o una mezcla de todos. Los artistas populares cantan afrobeat, R&B y zouk. Dynamiq es popular por su reggae.

## Historia

### Historia temprana
En el siglo XIX, Egipto tenía el control de Sudán y estableció la provincia de Ecuatoria para controlar aún más sus intereses sobre el río Nilo. Ecuatoria fue establecida por el explorador británico Sir Samuel Baker en 1870. Baker fue enviado por las autoridades egipcias para establecer puestos comerciales a lo largo del Nilo Blanco y Gondokoro ( Gondu kuru, que significa "difícil de excavar", en bari), un centro comercial ubicado en la orilla este del Nilo Blanco en el sur de Sudán. Gondokoro era un centro importante ya que estaba ubicado a pocos kilómetros del punto de corte de navegabilidad del Nilo desde Jartum. Actualmente se encuentra cerca de la ciudad de Yuba en Equatoria.
El intento de Baker de crear puestos comerciales adicionales y controlar Ecuatoria no tuvo éxito porque los invasores árabes con frecuencia pasaban por alto las aldeas que rodeaban Gondokoro, que querían imponer su cultura y forma de vida a la gente. El rey Gbudwe, que gobernó la parte occidental de Ecuatoria en ese momento como rey del Reino zande, despreció la cultura y el modo de vida árabes y alentó a las tribus a resistir a los invasores y proteger su cultura africana y su estilo de vida. Los invasores se encontraron con una fuerte resistencia de las tribus ecuatorianas como los azande, bari, lokoya, otuho y pari.
Al final del servicio de Baker como gobernador, el general británico Charles George Gordon fue nombrado gobernador de Sudán. Gordon asumió el mando en 1874 y administró la región hasta 1876. Tuvo más éxito en la creación de puestos comerciales adicionales en el área. En 1876, las opiniones de Gordon chocaron con las del gobernador egipcio de Jartum, lo que le obligó a volver a Londres.
En 1878, Gordon fue sucedido por el director médico de la provincia de Ecuatoria, Mehemet Emin, conocido popularmente como Emin Pasha. Emin estableció su cuartel general en Lado (ahora en Sudán del Sur). Emin Pasha tenía poca influencia sobre el área porque el gobernador de Jartum no estaba interesado en sus propuestas de desarrollo para la región de Ecuatoria.
En 1881, Muhammad Ahmad Abdullah, un líder religioso musulmán, se autoproclamó el Mahdi ("el esperado") y comenzó una guerra santa para unificar las tribus del Sudán Occidental y Central, incluida Ecuatoria. En 1883, los mahdistas habían cortado las comunicaciones exteriores. Sin embargo, Emin Pasha logró solicitar ayuda a Gran Bretaña a través de Buganda. Los británicos enviaron una expedición de ayuda, llamada "Advance", en febrero de 1887 para rescatar a Emin. El Advance navegó por el río Congo y luego a través del bosque de Ituri, una de las rutas forestales más difíciles de África, lo que provocó la pérdida de dos tercios del personal de la expedición. Si bien el Avance logró llegar a Emin Pasha en febrero del año siguiente, los mahdistas ya habían invadido la mayor parte de la provincia, y Emin ya había sido depuesto como gobernador por sus oficiales en agosto de 1887. El avance llegó a la costa, con Emin, a finales de año, momento en el que los mahdistas estaban firmemente en control de Equatoria.
En 1898, el estado mahdista fue derrocado por la fuerza anglo egipcia dirigida por el mariscal de campo británico Lord Kitchener. Sudán fue proclamado condominio bajo administración británico-egipcia y Ecuatoria fue administrada por los británicos.

### Política británica
Ecuatoria recibió poca atención de los británicos antes de la Primera Guerra Mundial. Ecuatoria se cerró a las influencias externas y se desarrolló a lo largo de líneas indígenas. Como resultado, la región permaneció aislada y subdesarrollada. Los misioneros cristianos proporcionaron servicios sociales limitados a la región y abrieron escuelas y clínicas médicas. La educación proporcionada por los misioneros se limitó principalmente a aprender el idioma inglés y la aritmética.

### Ecuatoria e independencia sudanesa
En febrero de 1953, el Reino Unido y Egipto llegaron a un acuerdo que preveía el autogobierno y la autodeterminación de Sudán. El 1 de enero de 1956, Sudán se independizó de los gobiernos británico y egipcio. El nuevo estado estaba bajo el control del gobierno árabe de Jartum. El gobierno árabe de Jartum había prometido a los sureños la plena participación en el sistema político, sin embargo, después de la independencia, el gobierno de Jartum incumplió sus promesas. A los sureños se les negó la participación en elecciones libres y fueron marginados del poder político. Las acciones del gobierno crearon resentimiento en el sur que llevó a un motín de un grupo de ecuatorianos que desató la guerra civil de 21 años (1955-1972, 1983 a 2004).

### Ecuatoria Corps
Los ecuatorianos desempeñaron un papel fundamental en la lucha por la autonomía en Sudán del Sur. Los orígenes de la guerra civil de Sudán se remontan a 1955, un año antes de la independencia, cuando quedó claro que los árabes tomarían el control del gobierno nacional en Jartum. Los ecuatorianos tenían una unidad militar llamada Ecuatoria Corps, formada durante la administración anglo-egipcia.
El 18 de agosto de 1955, miembros del Ecuatoria Corps se amotinaron en Torit, Ecuatoria Oriental. Se había ordenado a una compañía del Equatoria Corps que se preparara para moverse hacia el norte, pero en lugar de obedecer, las tropas se amotinaron, junto con otros soldados del sur en el sur en Yuba, Yei, Yambio y Maridi. El gobierno de Jartum envió fuerzas del ejército sudanés para sofocar la rebelión y muchos amotinados del Cuerpo de Equatoria se escondieron en lugar de rendirse al gobierno sudanés. Esto marcó el comienzo de la primera guerra civil en el sur de Sudán. La rebelión que surgió del Equatoria Corps se llamó más tarde Anya Nya y los líderes eran separatistas, que exigieron la creación de una nación separada de Sudán del Sur, libre de la dominación árabe. Los líderes ecuatorianos de Anya Nya y fundadores de la lucha fueron el Rev. P. Saturnino Ohure era de origen Lotuho, que fue el primer hombre que, según se dice, disparó una bala y lanzó el inicio de la primera guerra civil, en Torit; P. Saturnino Lohure de Otuho; Aggrey Jaden de Pojulu; Joseph Ohide de Otuho; Marko Rume de Kuku; Ezboni Mondiri de Moru; Albino Tombe de Lokoya; Tafeng Lodongi de Otuho; Lazaru Mutek de Otuho; Benjamin Loki de Pojulu; Elia Lupe de Kakwa; Elia Kuzee de Zande; Timon Boro de Moru; Dominic Dabi Manango, de Zande; Alison Monani Magaya, de Zande; Isaías Paul, de Zande; Dominic Kassiano Dombo, de Zande; y muchos otros.
El gobierno de Jartum envió sus fuerzas para arrestar a los rebeldes y capturar a cualquiera que apoyara su causa. A principios de la década de 1960, los civiles que se creían simpatizantes de Anya Nya fueron arrestados y enviados al campo de concentración de Kodok, donde fueron torturados y asesinados. Algunos de los primeros detenidos y supervivientes de la horrible tortura en Kodok incluyen a Emmanuel Lukudu y Philip Lomodong Lako.
En 1969, los rebeldes ecuatorianos encontraron apoyo entre gobiernos extranjeros y pudieron obtener armas y suministros. Los reclutas de Anya Nya fueron entrenados en Israel, donde también obtuvieron algunas de sus armas. Los rebeldes de Anya Nya recibieron ayuda financiera de los exiliados del sur de Sudán y del sur de Oriente Medio, Europa Occidental y América del Norte. A fines de la década de 1960, la guerra había provocado la muerte de medio millón de personas y varios cientos de miles de sureños escaparon para esconderse en los bosques o en campos de refugiados en los países vecinos.
Anya Nya controlaba el campo del sur mientras que las fuerzas gubernamentales controlaban las principales ciudades de la región. Los rebeldes de Anya Nya eran pequeños y estaban esparcidos por toda la región, lo que hacía que sus operaciones fueran ineficaces. Se estima que los rebeldes de Anya Nya oscilaban entre 5.000 y 10.000.
El 25 de mayo de 1969, el coronel Gaafar Muhammed Nimeiri encabezó un golpe militar y derrocó al Gen. El régimen de Ibrahim Abboud. En 1971, Joseph Lagu, del grupo étnico madi, se convirtió en el líder de las fuerzas del sur opuestas al gobierno de Jartum y fundó el Movimiento de Liberación de Sudán del Sur (SSLM). Los líderes de Anya Nya se unieron y apoyaron a Lagu. Lagu también obtuvo apoyo para su movimiento de políticos sureños exiliados. Con el liderazgo de Lagu, SSLM creó una infraestructura de gobierno en muchas áreas del sur de Sudán. En 1972, Nimeri mantuvo negociaciones con Anya Nya en Addis Abeba, Etiopía. En las conversaciones, Anya Nya exigió un gobierno del sur separado y un ejército para defender el sur. El emperador de Etiopía, Haile Selassie, moderó las conversaciones y ayudó a las dos partes a llegar a un acuerdo. El resultado fue el Acuerdo de Addis Abeba. Los Acuerdos de Addis Abeba otorgaron autonomía al Sur con tres provincias: Ecuatoria, Bar el Gazal y Gran Alto Nilo. El sur tendría un presidente regional designado por el presidente nacional para supervisar todos los aspectos del gobierno en la región. El gobierno nacional mantendría la autoridad sobre la defensa, los asuntos exteriores, la moneda y las finanzas, la planificación económica y social y las preocupaciones interregionales. Los miembros de Anya Nya se incorporarían al ejército sudanés y tendrían el mismo estatus que las fuerzas del norte. El acuerdo declaró el árabe como el idioma oficial de Sudán y el inglés como el idioma principal del sur para la administración y la escolarización. A pesar de la oposición de los líderes de SSLM sobre los términos del Acuerdo, Joseph Lagu aprobó el acuerdo y ambas partes acordaron un alto el fuego. Los Acuerdos de Addis Abeba se firmaron el 27 de marzo de 1972 y los sudaneses celebraron ese día como el Día de la Unidad Nacional. Este acuerdo resultó en una pausa en la guerra civil sudanesa de 1972 a 1983.

### Historia reciente
En 1983, el presidente Yaafar al-Numeiry abolió el parlamento y se embarcó en una campaña para islamizar todo Sudán. Proscribió los partidos políticos y promulgó la ley Sharia en el código penal. Los sureños no musulmanes ahora se vieron obligados a obedecer las leyes y tradiciones islámicas. Las políticas revivieron la oposición del sur y la insurgencia militar en el sur. En 1985, Abdel Rahman Swar al-Dahab lideró un golpe y derrocó al régimen. En 1986, Sadiq al-Mahdi fue elegido presidente de Sudán. El nuevo régimen inició negociaciones encabezadas por el coronel John Garang de Mabior, líder de la Sala, pero no logró llegar a un acuerdo para poner fin a la insurgencia del sur. La guerra civil ha continuado desde entonces, pero la presión internacional ha llevado al SPLA y al gobierno de Jartum a llegar a un acuerdo para poner fin a los 21 años de guerra civil.
En 2020, debido a la fuerte marginación, los golpes violentos o el abuso de las mujeres ecuatorianas por parte de personas no ecuatorianas, el acaparamiento masivo de tierras y las masacres, ecuatorianos en los 3 estados de Ecuatoria Occidental, Central y Oriental bajo la EPA (Alianza Popular Ecuatoriana) liderada por Hakim Dario, comenzó a abogar por una República Unida Confederada de Sudán del Sur o declaró su propia República Democrática Federal Independiente de Ecuatoria. Esto estará en línea, si el gobierno de la República de Sudán del Sur no cumple o acepta los estados confederados de: Bar el Gazal, Ecuatoria y las regiones del Alto Nilo dentro de un Sudán del Sur Confederado unificado.